# Lallo Fernandez
Gerardo Manuel "Lallo" Fernandez Gonzalez, född den 6 juni 1960 i Göteborg, är en svensk före detta fotbollsspelare (ytterback), som representerade Gais mellan 1979 och 1989.

## Biografi
Fernandez föräldrar var båda från Spanien; modern kom från Madrid, fadern från Bilbao. De båda träffades på 1950-talet på ett fartyg hos rederiet Svenska Lloyd, där fadern arbetade som maskinist och modern som städare. Familjen bodde i Masthugget innan de 1964 flyttade in i det nybyggda miljonprogramsområdet Norra Biskopsgården på Hisingen.
Fernandez började spela i Gais pojklag vid åtta års ålder, och gick vidare hela vägen till A-laget, där han spelade åren 1979–1989. Han var en liten och tuff ytterback med nummer 3 på ryggen, och gjorde under sin tid i A-laget 199 seriematcher och 3 mål. Bland annat var han 1987 med och spelade upp Gais i allsvenskan. 1982 tilldelades han Hedersmakrillen.
Fernandez var efter sin aktiva tid en period kassör i Gais, och hoppade även in som assisterande tränare för laget hösten 2000. Han har även varit tränare i diverse Göteborgsklubbar under 1990-talet, och var år 2017 huvudtränare för Qviding FIF.
Sedan 2023 är han åter en del av Gais styrelse, där han är fotbollsansvarig. Samma år valdes han av Göteborgs fotbollförbund in i Göteborgsfotbollens Hall of Fame.